# هيروشي أوهاشي
هيروشي أوهاشي (بالإنجليزية: Hiroshi Ōhashi)‏ (و. 1923 – 1986 م) هو طبيب نفسي، توفي عن عمر يناهز 63 عاماً.

## التعليم
تعلم في جامعة كيوتو.